# Boyup Brook Shire
Koordinaten: 33° 50′ S, 116° 23′ O

Das Shire of Boyup Brook ist ein lokales Verwaltungsgebiet (LGA) im australischen Bundesstaat Western Australia. Das Gebiet ist 2829 km² groß und hat etwa 1700 Einwohner (2016).
Boyup Brook liegt im Südwesten des Staates etwa 220 Kilometer südlich der Hauptstadt Perth. Der Sitz des City Councils befindet sich in der Ortschaft Boyup Brook, wo etwa 525 Einwohner leben (2016).

## Verwaltung
Der Boyup Brook Council hat neun Mitglieder. Sie werden von den Bewohnern der vier Wards (drei aus dem Boyup Brook, je zwei aus dem Benjiup, Dinninup und Scotts Brook Ward) gewählt. Aus dem Kreis der Councillor rekrutiert sich auch der Vorsitzende des Councils (Shire President).